# 2017-es FIFA-klubvilágbajnokság
A 2017-es FIFA-klubvilágbajnokság (szponzorációs nevén FIFA Club World Cup UAE 2017 presented by Alibaba Cloud) volt a klubvilágbajnokság 14. kiírása. A tornát december 6. és 16. között rendezték az Egyesült Arab Emírségekben, amelyen a hat kontinentális bajnok mellett a házigazda bajnokcsapata vett részt. A címvédő a spanyol Real Madrid volt, amely megnyerte a 2016–2017-es Bajnokok Ligája sorozatot is, így a klubvilágbajnokság történetében először címvédőként szerepelt a tornán, majd a brazil Grêmio elleni döntőben megvédte címét.

## Részt vevő csapatok
A következő csapatok kvalifikálták magukat a tornára:
| Csapat                           | Konföderáció | Kvalifikáció módja                               | Részvételek száma |
| -------------------------------- | ------------ | ------------------------------------------------ | ----------------- |
| Az elődöntőben csatlakozik       |              |                                                  |                   |
| Real Madrid                      | UEFA         | A 2016–2017-es UEFA-bajnokok ligája győztese     | 4                 |
| Grêmio Foot-Ball Porto Alegrense | CONMEBOL     | A 2017-es Copa Libertadores győztese             | 1                 |
| A negyeddöntőben csatlakozik     |              |                                                  |                   |
| Pachuca                          | CONCACAF     | A 2016–2017-es CONCACAF-bajnokok ligája győztese | 4                 |
| Urava Red Diamonds               | AFC          | A 2017-es AFC-bajnokok ligája győztese           | 2                 |
| Vidad Casablanca                 | CAF          | A 2017-es CAF-bajnokok ligája győztese           | 1                 |
| A selejtezőben csatlakozik       |              |                                                  |                   |
| Auckland City                    | OFC          | A 2016–2017-es OFC-bajnokok ligája győztese      | 9                 |
| Al-Dzsazira                      | Házigazda    | A rendező ország 2017-es bajnokságának győztese  | 1                 |

## Helyszínek
A tornát két helyszínen, két stadionban bonyolítják le.
| Abu-Dzabi                                                                             | El-Ajn                                                                              |
| ------------------------------------------------------------------------------------- | ----------------------------------------------------------------------------------- |
| Városi Sportstadion                                                                   | Hazza bin Zayed Stadion                                                             |
| é. sz. 24° 24′ 58″, k. h. 54° 27′ 13″24.416089°N 54.453592°EZayed Sports City Stadium | é. sz. 24° 14′ 44″, k. h. 55° 42′ 60″24.245594°N 55.716583°EHazza bin Zayed Stadium |
| Befogadóképesség: 43,000                                                              | Befogadóképesség: 22,717                                                            |
|                                                                                       |                                                                                     |

## Játékvezetők
A tornára összesen hat játékvezetőt, tizenkét asszisztenst, és nyolc, a videóbírót felügyelő asszisztenst delegáltak a részt vevő csapatok konföderációi.
| Konföderáció | Játékvezető        | Asszisztens                              | Videóbírót felügyelő asszisztens              |
| ------------ | ------------------ | ---------------------------------------- | --------------------------------------------- |
| AFC          | Ravshan Ermatov    | Abdukhamidullo Rasulov Jakhongir Saidov  | Abdulramán al-Dzsasszím                       |
| CAF          | Malang Diedhiou    | Djibril Camara El Hadji Malick Samba     |                                               |
| CONCACAF     | César Arturo Ramos | Marvin Torrentera Miguel Ángel Hernández | Mark Geiger                                   |
| CONMEBOL     | Sandro Ricci       | Emerson de Carvalho Marcelo van Gasse    | Andrés Cunha Wilton Sampaio Mauro Vigliano    |
| OFC          | Matthew Conger     | Simon Lount Tevita Makasini              |                                               |
| UEFA         | Felix Brych        | Mark Borsch Stefan Lupp                  | Artur Soares Dias Clément Turpin Felix Zwayer |

## Keretek
Minden részt vevő klubnak 23 fős keretet kellett nevezni a tornára, ezekből három játékosnak kapusnak kell lennie. Cserére sérülés esetén az adott klub első mérkőzését megelőző 24 órában van lehetőség. A hivatalos kereteket (kivéve a később megnevezett házigazda esetében) 2017. november 30-ig kellett leadni.

## Mérkőzések

### Ágrajz
|  |                         |                         |                         |                          |                          |                          |                          |                          |                          |             |             |             |           |  |  |                          |                          |                          |
|  | Selejtező               | Selejtező               | Selejtező               |                          |                          | Negyeddöntők             | Negyeddöntők             | Negyeddöntők             |                          |             | Elődöntők   | Elődöntők   | Elődöntők |  |  | Döntő                    | Döntő                    | Döntő                    |
|  | Selejtező               | Selejtező               | Selejtező               |                          |                          | Negyeddöntők             | Negyeddöntők             | Negyeddöntők             |                          |             | Elődöntők   | Elődöntők   | Elődöntők |  |  | Döntő                    | Döntő                    | Döntő                    |
|  | december 6. – El-Ajn    | december 6. – El-Ajn    | december 6. – El-Ajn    | december 9. – Abu-Dzabi  | december 9. – Abu-Dzabi  | december 9. – Abu-Dzabi  | december 13. – Abu-Dzabi | december 13. – Abu-Dzabi | december 13. – Abu-Dzabi |             |             |             |           |  |  |                          |                          |                          |
|  | december 6. – El-Ajn    | december 6. – El-Ajn    | december 6. – El-Ajn    | december 9. – Abu-Dzabi  | december 9. – Abu-Dzabi  | december 9. – Abu-Dzabi  | december 13. – Abu-Dzabi | december 13. – Abu-Dzabi | december 13. – Abu-Dzabi |             |             |             |           |  |  |                          |                          |                          |
|  | Al-Dzsazira             | Al-Dzsazira             | 1                       | Al-Dzsazira              | Al-Dzsazira              | 1                        | Al-Dzsazira              | Al-Dzsazira              | 1                        |             |             |             |           |  |  |                          |                          |                          |
|  | Al-Dzsazira             | Al-Dzsazira             | 1                       | Al-Dzsazira              | Al-Dzsazira              | 1                        | Al-Dzsazira              | Al-Dzsazira              | 1                        |             |             |             |           |  |  |                          |                          |                          |
|  | Auckland City           | Auckland City           | 0                       |                          |                          | Urava Red Diamonds       | Urava Red Diamonds       | 0                        |                          |             | Real Madrid | Real Madrid | 2         |  |  | december 16. – Abu-Dzabi | december 16. – Abu-Dzabi | december 16. – Abu-Dzabi |
|  | Auckland City           | Auckland City           | 0                       |                          |                          | Urava Red Diamonds       | Urava Red Diamonds       | 0                        |                          |             | Real Madrid | Real Madrid | 2         |  |  | december 16. – Abu-Dzabi | december 16. – Abu-Dzabi | december 16. – Abu-Dzabi |
|  |                         |                         |                         |                          |                          |                          |                          |                          |                          | Real Madrid | Real Madrid | 1           |           |  |  |                          |                          |                          |
|  |                         |                         |                         |                          |                          |                          |                          |                          |                          | Real Madrid | Real Madrid | 1           |           |  |  |                          |                          |                          |
|  | december 9. – Abu-Dzabi | december 9. – Abu-Dzabi | december 9. – Abu-Dzabi | december 12. – El-Ajn    | december 12. – El-Ajn    | december 12. – El-Ajn    |                          |                          | Grêmio                   | Grêmio      | 0           |             |           |  |  |                          |                          |                          |
|  | december 9. – Abu-Dzabi | december 9. – Abu-Dzabi | december 9. – Abu-Dzabi | december 12. – El-Ajn    | december 12. – El-Ajn    | december 12. – El-Ajn    |                          |                          | Grêmio                   | Grêmio      | 0           |             |           |  |  |                          |                          |                          |
|  | Pachuca (h.u.)          | Pachuca (h.u.)          | 1                       | Grêmio (h.u.)            | Grêmio (h.u.)            | 1                        |                          |                          |                          |             |             |             |           |  |  |                          |                          |                          |
|  | Pachuca (h.u.)          | Pachuca (h.u.)          | 1                       | Grêmio (h.u.)            | Grêmio (h.u.)            | 1                        |                          |                          |                          |             |             |             |           |  |  |                          |                          |                          |
|  | Vidad Casablanca        | Vidad Casablanca        | 0                       |                          |                          | Pachuca                  | Pachuca                  | 0                        |                          |             |             |             |           |  |  |                          |                          |                          |
|  | Vidad Casablanca        | Vidad Casablanca        | 0                       |                          |                          | Pachuca                  | Pachuca                  | 0                        |                          |             |             |             |           |  |  |                          |                          |                          |
|  |                         |                         |                         |                          |                          |                          |                          |                          |                          |             |             |             |           |  |  |                          |                          |                          |
|  |                         |                         |                         |                          |                          |                          |                          |                          |                          |             |             |             |           |  |  |                          |                          |                          |
|  | Az 5. helyért           | Az 5. helyért           | Az 5. helyért           | Bronzmérkőzés            | Bronzmérkőzés            | Bronzmérkőzés            |                          |                          |                          |             |             |             |           |  |  |                          |                          |                          |
|  | Az 5. helyért           | Az 5. helyért           | Az 5. helyért           | Bronzmérkőzés            | Bronzmérkőzés            | Bronzmérkőzés            |                          |                          |                          |             |             |             |           |  |  |                          |                          |                          |
|  | december 12. – El-Ajn   | december 12. – El-Ajn   | december 12. – El-Ajn   | december 16. – Abu-Dzabi | december 16. – Abu-Dzabi | december 16. – Abu-Dzabi |                          |                          |                          |             |             |             |           |  |  |                          |                          |                          |
|  | december 12. – El-Ajn   | december 12. – El-Ajn   | december 12. – El-Ajn   | december 16. – Abu-Dzabi | december 16. – Abu-Dzabi | december 16. – Abu-Dzabi |                          |                          |                          |             |             |             |           |  |  |                          |                          |                          |
|  | Vidad Casablanca        | Vidad Casablanca        | 2                       | Al-Dzsazira              | Al-Dzsazira              | 1                        |                          |                          |                          |             |             |             |           |  |  |                          |                          |                          |
|  | Vidad Casablanca        | Vidad Casablanca        | 2                       | Al-Dzsazira              | Al-Dzsazira              | 1                        |                          |                          |                          |             |             |             |           |  |  |                          |                          |                          |
|  | Urava Red Diamonds      | Urava Red Diamonds      | 3                       | Pachuca                  | Pachuca                  | 4                        |                          |                          |                          |             |             |             |           |  |  |                          |                          |                          |
|  | Urava Red Diamonds      | Urava Red Diamonds      | 3                       | Pachuca                  | Pachuca                  | 4                        |                          |                          |                          |             |             |             |           |  |  |                          |                          |                          |

### Selejtező
| 2017. december 6. 21:00 |

| Al-Dzsazira   | 1–0               | Auckland City |
| ------------- | ----------------- | ------------- |
| Romarinho 38' | (1–0) Jegyzőkönyv |               |

| Hazza bin Zayed Stadion, El-Ajn Nézőszám: 4246 Játékvezető: Malang Diedhiou (szenegáli) |

### Negyeddöntők
| 2017. december 9. 17:00 |

| Pachuca     | 1–0 (h.u.)                  | Vidad Casablanca |
| ----------- | --------------------------- | ---------------- |
| Guzmán 111' | (0–0, 0–0, 0–0) Jegyzőkönyv |                  |

| Városi Sportstadion, Abu-Dzabi Nézőszám: 12 488 Játékvezető: Ravshan Ermatov (üzbegisztáni) |

| 2017. december 9. 20:30 |

| Al-Dzsazira  | 1–0               | Urava Red Diamonds |
| ------------ | ----------------- | ------------------ |
| Mabkhout 51' | (0–0) Jegyzőkönyv |                    |

| Városi Sportstadion, Abu-Dzabi Nézőszám: 15 593 Játékvezető: César Ramos (mexikói) |

### Az ötödik helyért
| 2017. december 12. 18:00 |

| Vidad Casablanca               | 2–3               | Urava Red Diamonds                     |
| ------------------------------ | ----------------- | -------------------------------------- |
| Haddad 20' Hajhouj 94' (bünt.) | (1–2) Jegyzőkönyv | Maurício Antônio 17' (59) Kasivagi 25' |

| Hazza bin Zayed Stadion, El-Ajn Nézőszám: 4281 Játékvezető: Matthew Conger (Új-zélandi) |

### Elődöntők
| 2017. december 12. 21:00 |

| Grêmio      | 1–0 (h.u.)             | Pachuca |
| ----------- | ---------------------- | ------- |
| Éverton 94' | (0–0, 0–0) Jegyzőkönyv |         |

| Hazza bin Zayed Stadion, El-Ajn Nézőszám: 6428 Játékvezető: Felix Brych (német) |

| 2017. december 13. 21:00 |

| Al-Dzsazira   | 1–2               | Real Madrid          |
| ------------- | ----------------- | -------------------- |
| Romarinho 41' | (1–0) Jegyzőkönyv | Ronaldo 53' Bale 81' |

| Városi Sportstadion, Abu-Dzabi Nézőszám: 36 650 Játékvezető: Sandro Ricci (brazil) |

### Bronzmérkőzés
| 2017. december 16. 18:00 |

| Al-Dzsazira | 1–4               | Pachuca                                                    |
| ----------- | ----------------- | ---------------------------------------------------------- |
| Mubarak 57' | (0–1) Jegyzőkönyv | Urretaviscaya 37' Jara 60' de la Rosa 79' Segal 84' (bün.) |

| Városi Sportstadion, Abu-Dzabi Nézőszám: 11 785 Játékvezető: Malang Diedhiou (szenegáli) |

### Döntő
| 2017. december 16. 21:00 |

| Real Madrid | 1–0               | Grêmio |
| ----------- | ----------------- | ------ |
| Ronaldo 53' | (0–0) Jegyzőkönyv |        |

| Városi Sportstadion, Abu-Dzabi Nézőszám: 41 094 Játékvezető: César Arturo Ramos (mexikói) |

| A 2017-es FIFA-klubvilágbajnokság győztese |
| ------------------------------------------ |
| Real Madrid 3. cím                         |

### Díjak
| Aranylabda                | Ezüstlabda                      | Bronzlabda                       |
| ------------------------- | ------------------------------- | -------------------------------- |
| Luka Modrić (Real Madrid) | Cristiano Ronaldo (Real Madrid) | Jonathan Urretaviscaya (Pachuca) |
| Fair Play-díj             |                                 |                                  |
| Real Madrid               |                                 |                                  |

## Végeredmény
| Hely. | Csapat             | M | Gy | D | V | G+ | G– | Gk | P |
| ----- | ------------------ | - | -- | - | - | -- | -- | -- | - |
| 1     | Real Madrid        | 2 | 2  | 0 | 0 | 3  | 1  | +2 | 6 |
| 2     | Grêmio             | 2 | 1  | 0 | 1 | 1  | 1  | 0  | 3 |
| 3     | Pachuca            | 3 | 2  | 0 | 1 | 5  | 2  | +3 | 6 |
| 4.    | Al-Dzsazira (H)    | 4 | 2  | 0 | 2 | 4  | 6  | −2 | 6 |
| 5.    | Urava Red Diamonds | 2 | 1  | 0 | 1 | 3  | 3  | 0  | 3 |
| 6.    | Vidad Casablanca   | 2 | 0  | 0 | 2 | 2  | 4  | −2 | 0 |
| 7.    | Auckland City      | 1 | 0  | 0 | 1 | 0  | 1  | −1 | 0 |